# ミヤマセンキュウ属
ミヤマセンキュウ属（ミヤマセンキュウぞく、学名：Conioselinum、和名漢字表記：深山川芎属）はセリ科の属の一つ。

## 特徴
多年草。茎は直立し、葉は有柄で3出羽状複葉になり、葉柄の下部は鞘状に広がり茎を抱く。花は複散形花序になり、花柄の下の総苞片と小花柄の下の小総苞片があるが、ときに無い場合がある。萼筒の先の萼歯片は目立たない。花弁は5弁で白色。果実は無毛で、分果の側隆条は広い翼状になる。
北半球に約12種が知られ、日本では2種が分布する。

## 日本の種
- ミヤマセンキュウ Conioselinum filicinum (H.Wolff) H.Hara -北海道、本州中部地方以北、千島に分布。
- カラフトニンジン Conioselinum chinense (L.) Britton, Sterns et Poggenb.（シノニム：Conioselinum kamtschaticum auct. non Rupr.） -北海道、本州北部、千島、樺太、カムチャツカ、アリューシャン、アラスカ、北カリフォルニアに分布。

## ギャラリー
- ミヤマセンキュウ